# Paul Genevay
Paul Louis Marcel Genevay (ur. 21 stycznia 1939 w La Côte-Saint-André, zm. 11 marca 2022 w Bourgoin-Jallieu) – francuski lekkoatleta (sprinter), medalista olimpijski z 1964.
Zwyciężył w biegu na 200 metrów oraz w sztafecie 4 × 100 metrów na igrzyskach śródziemnomorskich w 1959 w Bejrucie, a w biegu na 100 metrów i w sztafecie 4 × 400 metrów zdobył na nich srebrne medale.
Odpadł w półfinale biegu na 200 metrów na igrzyskach olimpijskich w 1960 w Rzymie, a sztafeta 4 × 100 metrów w składzie: Genevay, Jocelyn Delecour, Abdoulaye Seye i Claude Piquemal została zdyskwalifikowana w biegu eliminacyjnym.
Na mistrzostwach Europy w 1962 w Belgradzie odpadł w półfinale biegu na 200 metrów. Zdobył srebrny medal w sztafecie 4 × 100 metrów i zajął 4. miejsce w biegu na 200 metrów na igrzyskach śródziemnomorskich w 1963 w Neapolu.
18 lipca 1964 w Annecy francuska sztafeta 4 × 100 metrów w składzie: Genevay, Jean-Louis Brugier, Bernard Laidebeur i Delecour ustanowiła rekord Europy czasem 39,2 s.
Genevay zdobył brązowy medal w sztafecie 4 × 100 metrów na igrzyskach olimpijskich w 1964 w Tokio (sztafeta biegła w składzie: Genevay, Laidebeur, Piquemal i Delecour). Na tych samych igrzyskach startował również w biegu na 200 metrów, ale odpadł w półfinale.
Był mistrzem Francji w biegu na 200 metrów w 1960, wicemistrzem na tym dystansie w 1959 i 1964, a także brązowym medalistą na 100 metrów w 1960 i 1961 oraz na 200 metrów w 1961.
Sześciokrotnie poprawiał lub wyrównywał rekord Francji w sztafecie 4 × 100 metrów do wspomnianego wyżej wyniku 39,2 s 18 lipca 1964 w Annecy.